# بيان ثانات-روسك

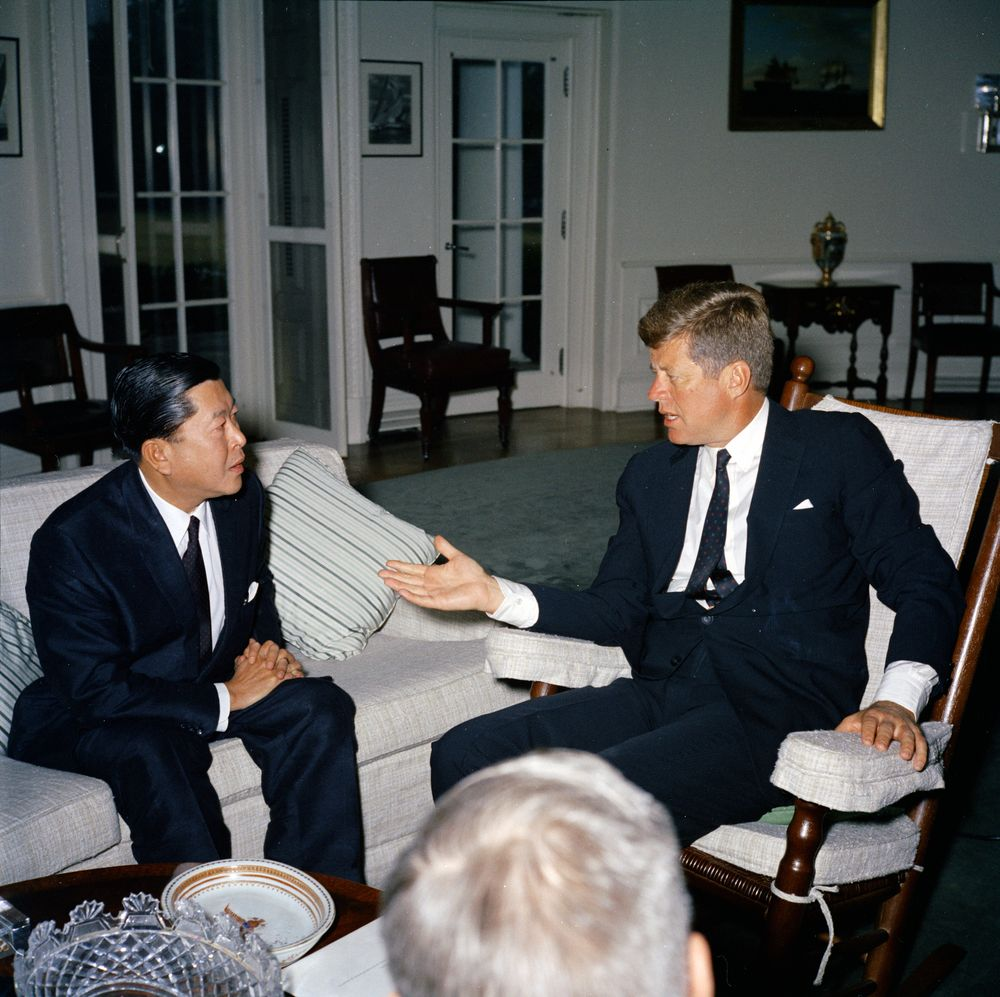
وزير الخارجية التايلاندي تانات خومان مع رئيس الولايات المتحدة جون ف. كينيدي في البيت الأبيض ، 1961

بيان تانات-روسك هو بيان دبلوماسي ثنائي وُقّع في مارس 1962 من قِبل وزير الخارجية التايلاندي تانات خومان ووزير الخارجية الأمريكي دين روسك. في البيان، وعدت الولايات المتحدة بمساعدة تايلاند إذا واجهت أي عدوان من الدول المجاورة. وقد استند البيان إلى علاقة أمريكية تايلاندية تأسست في القرن التاسع عشر، من خلال معاهدة الصداقة والتجارة الثنائية لعام 1833. 
وأكد البيان على دور تايلاند باعتبارها حليفًا مهمًا للولايات المتحدة في منطقة آسيا والمحيط الهادئ خلال الحرب الباردة. وفي السنوات التي تلت البيان، ساعدت الولايات المتحدة في بناء القوات المسلحة الملكية التايلاندية وتحديث بنيتها التحتية. انخرطت القوات التايلاندية لاحقًا في حرب فيتنام، حيث دعمت فيتنام الجنوبية في مواجهة التهديدات العسكرية التي شكلتها فيتنام الشمالية والفيت كونغ. خلال فترة حرب فيتنام، حصلت الولايات المتحدة أيضًا على إمكانية الوصول إلى القواعد الجوية التايلاندية، والتي دعمت نشرها للأصول الجوية العسكرية الأمريكية كجزء من استراتيجية التموضع الأمامي. 